# 幽麗塔
『幽麗塔』（ゆうれいとう）は、乃木坂太郎による日本の漫画作品。『ビッグコミックスペリオール』（小学館）にて、2011年12号から2014年22号まで連載。2014年度第14回センス・オブ・ジェンダー賞の大賞を受賞している。
黒岩涙香の翻訳小説『幽霊塔』を下敷きにしたオリジナル作品。

## あらすじ
「百数十年もの間動かなかった時計塔が、2年前の夜、ただ一度だけ動いたことがある。昭和27年6月23日午後11時53分。藤宮たつが養女・麗子に惨殺された夜のことである。」
舞台は昭和29年、神戸から始まる。文学やカストリ雑誌を好む天野太一は、国民学校高等科のマドンナ・花園恵と再会し、彼女がいじめっ子であったお金持ち三村の婚約者となったことを知る。下宿先の部屋代にも事欠く境遇の天野は、謎めいた美青年・沢村鉄雄（テツオ）の「一緒にお金持ちになろうよ」という誘いに乗ることを決める。
テツオとともに時計塔に隠された秘密に迫ろうとする天野だったが、莫大な財産を巡って、様々な事件に巻き込まれていく。

## 登場人物

### 主要人物
天野 太一（あまの たいち） / タイチ
本作の主人公。友達がおらず無職で童貞の青年。見栄っ張りで嫉妬深く、日々劣等感を抱いて生きているが、心根は優しく善良。趣味は読書で、推理小説とカストリ雑誌を好む。ある日、街中で同級生だった花園と三村に再会した際、2人が結婚することを知ったことで、三村に嫉妬してホラを吹き、後に引けなくなって困り果てていた所を謎の美青年・テツオに救われる。更に、テツオから殺された老婆の幽霊が出ると有名な幽霊塔の管理人の仕事を譲り受けたことを機に、テツオと共に、金持ちになろうとする。相手の何らかの美点を評価したり、なるべく人が死なない解決法を模索したりするなどの人の好さを見せる。
沢村 鉄雄（さわむら てつお） / テツオ
本作のもう一人の主人公。作中において、現在でいうところのトランスジェンダーでバイセクシャルだとされている。また、ホルモン治療を行うなど性別不合に苦しんでいる描写も存在する。容姿端麗、頭脳明晰、運動万能。特に容姿はテツオを男性だと疑わなかったタイチが見惚れるほど（ただしその正体が暴かれる前から中性的な美形の人物として描かれている）。利発で、冷静な判断力と高い推理力を持ち、数々の場面でタイチをフォローしている。自信家だが、目的のためには手段を選ばない冷酷な面があり、当初タイチから死番虫ではないかと疑われていた。タイチのことは出会う前から知っていたようで、彼の劣等感を見透かし、幽霊塔の財宝で一緒に金持ちになろうと誘う。幽霊塔の内部について詳しく、その財宝を狙っている。
その正体は2年前に時計塔で殺された老婆の養女で、本名は「藤宮 麗子（ふじみや れいこ）」。事件直後、自分が養母を殺したという告白を警察に送りつけ、数週間後に神戸港で麗子のものと思われる死体が発見された。

### 丸部家
丸部 道九郎（まるべ どうくろう）
検事で資産家。40歳。幽霊塔を買い取った本人で、昔から欲しかった模様。娘・沙都子とばあやの3人で暮らしている。冷静で推理力に長けているが、変態で人格破綻者なことから、娘や同業種である警察からはよく思われていない。沙都子への執着は常軌を逸しており、自分以外の男を近づけないよう常に言い聞かせており、物のように扱い、少女趣味を強制している。時計塔の老婆殺しの事件を担当していたため、事件に詳しい。幽霊塔の財宝を狙っている。
丸部 沙都子（まるべ さとこ）
丸部道九郎の一人娘。18歳。気弱な性格で、父・道九郎に過保護に育てられたため、かなりの世間知らず。父・道九郎を恐れており、彼の言いなりになっているが、「検事にふさわしくない人間」と嫌っている。タイチとテツオの作戦にまんまと巻き込まれ、道九郎の幽霊塔の財宝探しに協力することになる。幼少時より父である道九郎に性的虐待を受けており、彼を憎んでいる。

### その他
死番虫（しばんむし）
幽麗塔に潜む、マスクをかぶった正体不明の人物。タイチを襲い、花園を殺害した。殺人を躊躇わず、幽霊塔に近付く人間を排除する。名前の由来は、死神の持つ時計と同じ、「デス・ウォッチ」の英名を持つ虫・死番虫から、タイチが名付けた。
藤宮 たつ（ふじみや たつ）
麗子の養母。昭和27年6月23日11時53分、動き出した時計の針に体を折り曲げられて死亡した。当時60歳。
花園 恵（はなぞの めぐみ）
タイチの同級生で学園のマドンナだった。現在は、神戸通信に勤務。父親は空襲で他界。母親の心臓が悪く入院しており、入院費に苦労している。三村が母親の手術費用を出すという条件で三村と結婚。タイチから幽霊塔で殺されそうになったという話を聞き、タイチの忠告を守らず、単身幽霊塔に潜入したが、死番虫によって殺害される。
三村 辰彦（みむら たつひこ）
タイチの同級生。裕福だがいじめっ子で、タイチを執拗にいじめていた。花園の母親の手術費用を立て替える条件で花園に結婚を迫った他、花園に仕事を辞めるように言ったが、花園が殺害されたため、花園の母親の面倒を診る件は白紙となった。

## 書誌情報
- 乃木坂太郎 『幽麗塔』 小学館〈ビッグコミックス〉、全9巻
  1. 2011年11月30日発売 ISBN 978-4-09-184180-3
  2. 2012年2月29日発売 ISBN 978-4-09-184257-2
  3. 2012年7月30日発売 ISBN 978-4-09-184627-3
  4. 2013年1月30日発売 ISBN 978-4-09-184860-4
  5. 2013年5月30日発売 ISBN 978-4-09-185235-9
  6. 2013年10月30日発売 ISBN 978-4-09-185594-7
  7. 2014年2月28日発売 ISBN 978-4-09-185893-1
  8. 2014年7月30日発売 ISBN 978-4-09-186344-7
  9. 2014年12月26日発売 ISBN 978-4-09-186696-7